# António Feio
António Jorge Peres Feio ComIH (Lourenço Marques, 6 de dezembro de 1954 — Lisboa, 29 de julho de 2010) foi um actor, encenador e dobrador português.

## Percurso
Era filho da actriz Ester Feio. Viveu em Moçambique até aos sete anos, idade com que veio para Lisboa com a família. Aos 11 estreou-se no teatro, com a peça de Miguel Torga, O Mar, dirigida por Carlos Avilez, no Teatro Experimental de Cascais. A essa experiência no teatro segue-se a televisão e o cinema, participando ainda em folhetins na rádio e campanhas publicitárias quando era mais jovem. Em 1969, já ator profissional na companhia Laura Alves, volta a Moçambique, em digressão com a peça Comprador de Horas.
Decide retirar-se dos palcos no início da década de 1970, tendo trabalhado como desenhador num atelier de arquitectos. Porém, em 1974, após o 25 de abril, decide voltar ao Teatro Experimental de Cascais, de onde sairá logo a seguir, para formar, com Fernando Gomes, o Teatro Aquarius. Passa sucessivamente para a Cooperativa de Comediantes Rafael de Oliveira e para o Teatro Popular-Companhia Nacional I (sob a direcção de Ribeirinho), Casa da Comédia e Teatro Aberto.
Casou com a jornalista Lurdes Feio, de quem teve duas filhas: Bárbara Gonzalez Feio e Kiki (Catarina) Gonzalez Feio. Mais tarde, fruto da relação de 18 anos que teve com a atriz Cláudia Cadima, nasceram também Sara Cadima Feio e Filipe Cadima Feio.
Começa a encenar com o espectáculo Pequeno Rebanho Não Desesperes de Christian Giudicelli, na Casa da Comédia. Segue-se Vincent de Leonard Nimoy, no Teatro Nacional D. Maria II e O Verdadeiro Oeste de Sam Shepard, no Auditório Carlos Paredes. Faz, como actor, Inox-Take 5 (1993) com José Pedro Gomes e é o início de um trabalho em conjunto e de uma "dupla" que dura até ao fim da sua vida. Começa a dirigir cursos de formação de actores no Centro Cultural de Benfica e forma com vários alunos alguns grupos, O Esquerda Baixa e o Pano de Ferro, e com faz alguns espectáculos.
Seguem-se muitas outras encenações sendo as mais importantes: A Partilha de Miguel Falabela e O que diz Molero de Dinis Machado (Teatro Nacional D. Maria II); Perdidos em Yonkers de Neil Simon e Duas Semanas com o Presidente de Mary Morris (CCB e Teatro Nacional S. João); Conversa da Treta de José Fanha (Auditório Carlos Paredes); O Aleijadinho do Corvo de Martin McDonagh (Visões Úteis/ Teatro Rivoli); Arte de Yasmina Reza (Teatro Nacional S. João); Bom Dia Benjamim de Nuno Artur Silva, Luís Miguel Viterbo e Rui Cardoso Martins (CCB e Expo98); Portugal Uma Comédia Musical de Nuno Artur Silva e Nuno Costa Santos (Teatro São Luiz); Popcorn de Ben Elton ao lado de Helena Laureano, Deixa-me Rir de Alistair Beaton,Jantar de Idiotas e O Chato de Francis Veber (Teatro Villaret).
Para além do teatro fez televisão popularizando-se em séries como Conversa da Treta ou programas como 1, 2, 3. Em 2001, juntamente com Rui Paulo, apresentou o programa televisivo Mulher Não Entra; algum cinema (com Alfredo Tropa, Eduardo Geada, Luís Filipe Costa e Fernando Fragata), traduções e muitas dobragens (Kenai e Koda, Garfield, Dia de Surf). Mantinha-se na rádio com uma crónica humorística na TSF.
A 26 de Março de 2010 o Presidente da República Aníbal Cavaco Silva agraciou-o como comendador da Ordem do Infante D. Henrique.

## Morte
Acabou por falecer no dia 29 de julho de 2010, às 23h40, na unidade de Cuidados Paliativos do Hospital da Luz, vítima de um cancro no pâncreas contra o qual lutava há largos meses.